# Boophis idae
Boophis idae es una especie de anfibios de la familia Mantellidae.
Es endémica de Madagascar.
Su hábitat natural incluye bosques bajos y secos, montanos tropicales o subtropicales secos, pantanos, marismas de agua dulce, corrientes intermitentes de agua dulce, tierra arable, jardines rurales, zonas previamente boscosas ahora muy degradadas y estanques.
Está amenazada de extinción por la pérdida de su hábitat natural.